# Elfriede Gaeng
Elfriede Gaeng (Weizen, 23 novembre 1944) è una regista, sceneggiatrice e scrittrice italiana.

## Biografia
Elfriede Gaeng nasce nella città di Weizen in Germania da padre di origini tedesche e da madre di origini italiane (la sua cittadinanza è quella italiana). Dopo il percorso scolastico intraprende gli studi di Giurisprudenza, ma abbandona la facoltà per iniziare il percorso all'interno del mondo dello spettacolo, iniziando a lavorare in piccole produzioni televisive e in radiodrammi per la Rai, intraprendendo così la gavetta.
Inizia il percorso di fotografia realizzando numerose opere, e successivamente scrive le sceneggiature per alcune pellicole cinematografiche e per la televisione tra cui la soap opera italiana Un posto al sole in onda su Rai3, per la regia di Bruno De Paola e Marcantonio Graffeo, e per La squadra, serie televisiva poliziesca in onda sempre su Rai3. Nel 1988 esordisce alla regia con il lungometraggio Blu elettrico con protagonista Claudia Cardinale e coprodotto dalla Rai, sempre per la Rai gira numerosi documentari. Nel 2003 realizza una video-riflessione intitolata Americana - Sguardi sull'America, mentre nel 2008 due sue opere di video-arte, intitolate Blu geometrico e Rosso su carta, partecipano a "Ti riciclo in arte", collettiva d'arte contemporanea che espone una selezione di opere di pittura, scultura, fotografia, arte digitale, video e performance nei locali della Fonderia delle arti di Roma. In occasione del centenario della nascita dell'attrice italiana Anna Magnani, produce Anna con noi.
Come scrittrice pubblica la raccolta di racconti Buchi di vuoto nel 2003, e poi il romanzo Derma blu nel 2005. Torna a scrivere nel 2013 pubblicando il romanzo Con il sole negli occhi.

## Filmografia

### Regista

#### Cinema
- Maria R. e gli angeli di Trastevere (come Elfride) (1976)
- Blu elettrico (1988)

#### Televisione
- Un posto al sole - serie TV (2000)
- La squadra - serie TV (1996)